# La pescadora (Castro-Urdiales)

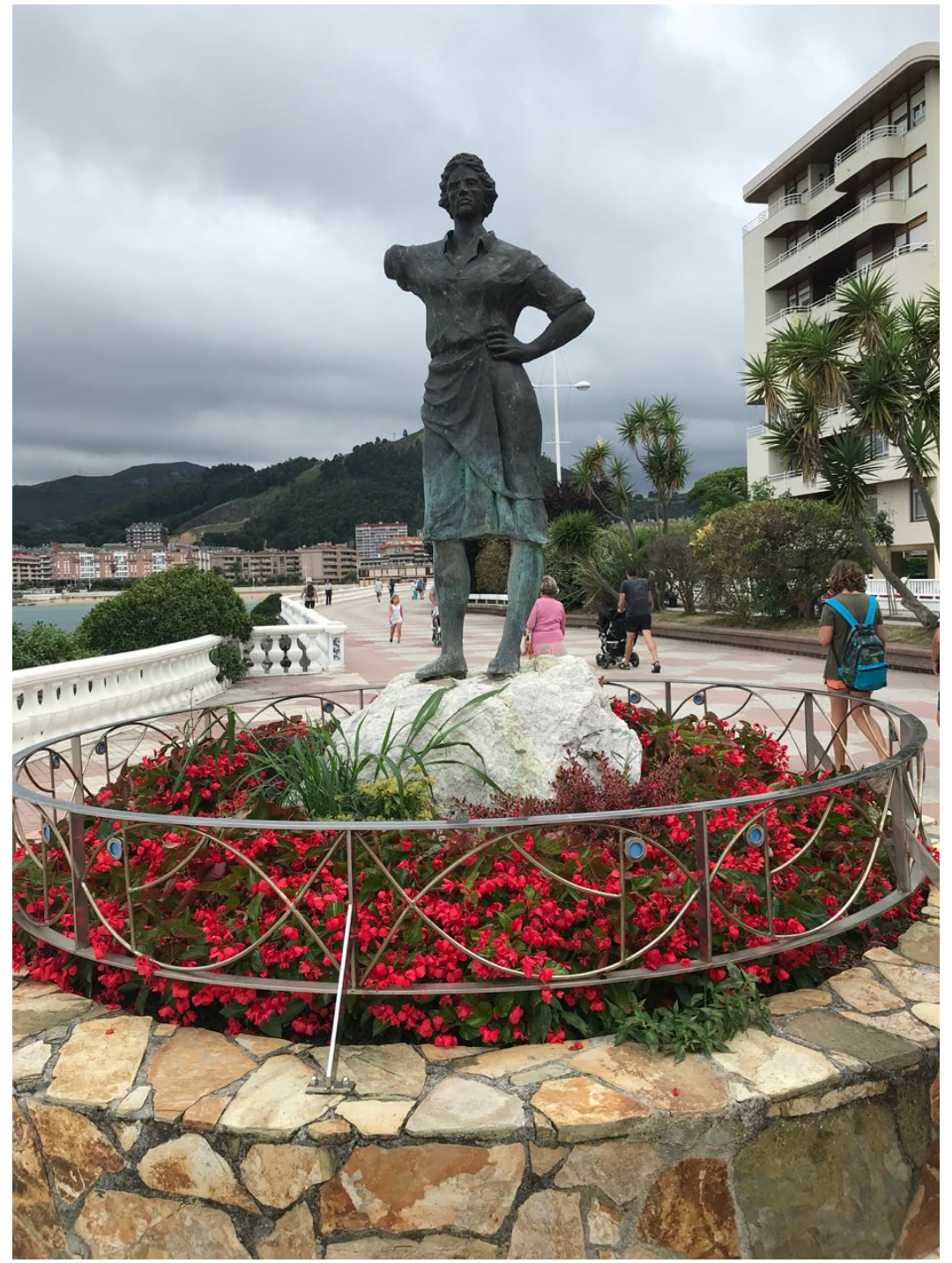
La pescadora

La pescadora es una escultura ubicada en el paseo marítimo de Castro-Urdiales, justo al comienzo del muelle de Don Luis.
La escultura fue creada por el escultor Carlos Goitia en el año 1998, inspirándose en la inmigrante alemana Cornelia Fischer, la cual liberó a un grupo de judíos de la muerte en el holocausto nazi, perdiendo en ello su brazo derecho y teniendo que huir de Alemania, llegando así a esta localidad.
- Datos: Q60852588